# Heta (literă)

Litera grecească heta

Heta (majuscula: Ͱ; minuscula: ͱ) este un nume convențional pentru litera grecească eta (Ηη) și a câtorva variante ale sale.